# Ausar Thompson
Ausar XLNC Thompson (Oakland, 30 de janeiro de 2003) é um jogador norte-americano de basquete que atualmente joga no Detroit Pistons da National Basketball Association (NBA).
Ele foi a 5ª escolha geral do draft da NBA de 2023. Seu irmão gêmeo, Amen, foi escolhido uma posição antes pelo Houston Rockets. Eles foram os primeiros irmãos gêmeos a serem escolhidos em uma das primeiras 5 escolhas em um draft da NBA.

## Primeiros anos
Ausar é filho de Maya Wilson e Troy Thompson e foi criado em San Leandro, Califórnia. Seu irmão gêmeo gêmeo, Amen, nasceu um minuto antes dele; eles compartilham o nome do meio "XLNC" (pronunciado "excellence").
Seu irmão mais velho, Troy Jr., jogou basquete universitário por Prairie View A&M. Seu tio, Mark Thompson, representou a Jamaica nos 400 metros com barreiras nos Jogos Olímpicos de Verão de 1992. 
Ele e Amen começaram a treinar basquete sob a orientação de seu pai aos sete anos de idade e se inspiraram em LeBron James. Os gêmeos foram educados em casa no sexto e sétimo anos para se concentrarem no basquete.

## Carreira no ensino médio
Ao entrar no oitavo ano, Thompson e sua família mudaram-se para Fort Lauderdale, Flórida, para que ele e Amen pudessem jogar basquete no ensino médio um ano antes na Pine Crest School. Os gêmeos imediatamente se tornaram titulares da equipe. Em seu segundo ano, Thompson teve médias de 17,3 pontos, 6,3 rebotes e 2,6 assistências. Em sua terceira temporada, ele teve médias de 22,6 pontos, 7,2 rebotes e 3,4 assistências, ajudando sua equipe a vencer o título estadual. Ele compartilhou o título de Co-Jogador do Ano do Condado de Broward com Amen.
Thompson foi classificado como um recruta de cinco estrelas pela ESPN e Rivals. Após seu terceiro ano, Thompson recebeu ofertas de Alabama, Arizona, Auburn, Arizona State e Kansas, entre outros programas, antes de decidir não jogar basquete universitário.

## Carreira profissional

### Team Elite (2021–2022)
Em 25 de maio de 2021, Thompson assinou um contrato de dois anos com a Overtime Elite (OTE), uma nova liga profissional sediada em Atlanta com jogadores entre 16 e 20 anos. Ele ingressou na liga com seu irmão Amen, pulando seu último ano de ensino médio e faculdade.
Na temporada de 2021-22, Thompson jogou pelo Team Elite, um dos três times da liga, e teve médias de 14,7 pontos, 8,2 rebotes, 3,0 assistências e 2,2 bloqueios. Ele competiu contra outros times da OTE, bem como contra oponentes de escolas preparatórias e pós-graduação. Ele levou sua equipe ao título da liga e foi nomeado MVP das Finais após registrar 20 pontos e 11 rebotes em uma vitória por 52-45 sobre o Team OTE no decisivo terceiro jogo das finais. Thompson jogou pelo time afiliado da OTE, Team Overtime, no Torneio de Basquete em julho de 2022. Sua equipe perdeu para o Omaha Blue Crew por 74-70 na primeira rodada do torneio.

### City Reapers (2022–2023)
Na temporada de 2022-23 da OTE, Thompson foi nomeado capitão dos City Reapers e jogou ao lado de Amen. Em 12 de dezembro de 2022, ele recebeu o Prêmio de Jogador da Semana da liga. Thompson foi selecionado como Jogador da Semana pela segunda vez em 6 de fevereiro de 2023, depois de registrar um recorde de assistências em um único jogo na liga, com 12 assistências, além de 17 pontos e oito rebotes em 21 minutos contra o Holy Rams. No final da temporada regular, ele foi nomeado MVP da OTE e foi selecionado para a Primeira Equipe com médias de 16,3 pontos, 7,1 rebotes, 6,1 assistências e 2,4 roubadas de bola. Thompson liderou os Reapers para o título da liga em uma varrida de 3-0 sobre os YNG Dreamerz, repetindo como MVP das Finais. No jogo final, ele fez uma cesta de três pontos decisiva faltando três segundos. 
Em 21 de abril de 2023, ele se declarou para o draft da NBA de 2023, onde os analistas o consideravam como uma potencial escolha entre os dez primeiros.

### Detroit Pistons (2023–Presente)
O Detroit Pistons selecionou Thompson como a quinta escolha geral no draft da NBA de 2023, uma escolha atrás de seu irmão gêmeo Amen. Eles foram os primeiros irmãos na história do draft da NBA a serem selecionados entre os cinco primeiros no mesmo ano.
Em 25 de outubro de 2023, Thompson fez sua estreia na temporada regular da NBA, marcando quatro pontos, sete rebotes, três assistências e cinco bloqueios em uma derrota por 103-102 para o Miami Heat. Thompson também se tornou o jogador mais jovem na história da NBA a registrar pelo menos cinco bloqueios em sua estreia na NBA aos 20 anos e 269 dias. Thompson fez parte do elenco que perdeu 28 jogos consecutivos, um recorde da NBA, na temporada de 2023-24. Ele jogou em 63 jogos (38 como titular) durante sua temporada de estreia com médias de 8,8 pontos, 6,4 rebotes e 1,9 assistências. Em 20 de março de 2024, Thompson foi afastado pelo restante da temporada após ser tratado por um coágulo sanguíneo.

## Estatísticas da carreira

### NBA

#### Temporada regular
| Ano     | Equipe  | PJ | PT | MPJ  | AP   | 3P   | LL   | RT  | AS  | BR  | TO | PPJ |
| ------- | ------- | -- | -- | ---- | ---- | ---- | ---- | --- | --- | --- | -- | --- |
| 2023–24 | Detroit | 63 | 38 | 25.1 | .483 | .186 | .597 | 6.4 | 1.9 | 1.1 | .9 | 8.8 |

Fonte: